# Albategnius (inslagkrater)

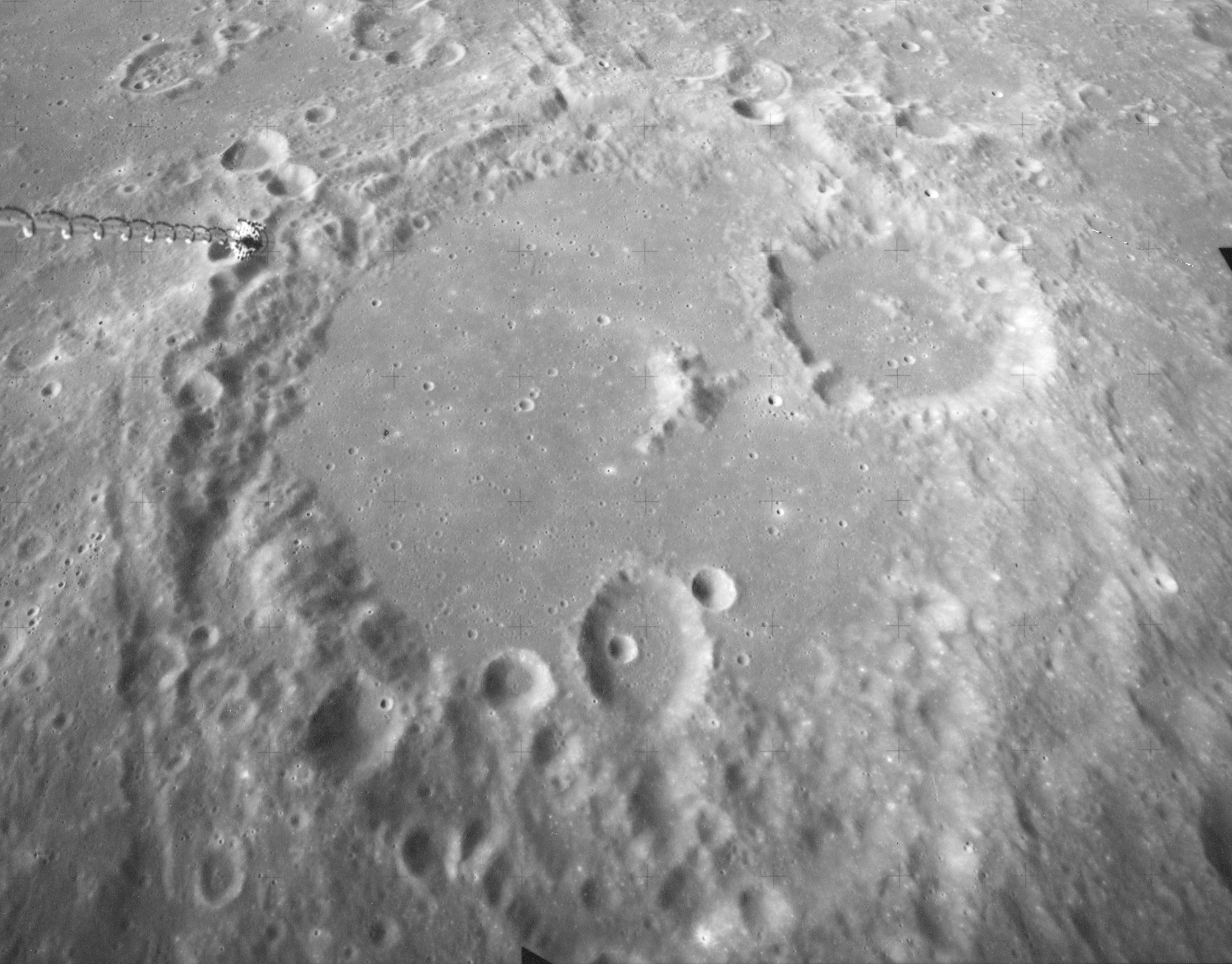
Zicht vanaf Apollo 16 richting zuiden met de krater Klein bovenaan rechts

Albategnius is een inslagkrater op de Maan. 

## Beschrijving
Het vlakke interieur van Albategnius is omgeven door de hoge terrasvormige rand. De buitenrand is enigszins zeshoekig en is zwaar geërodeerd door inslagen en aardverschuivingen. De rand heeft een hoogte van meer dan 4000 meter langs de noordoostelijke zijde. De rand is in het zuidwesten onderbroken door de kleinere krater Klein.
Ten westen van het middelpunt van de krater is de centrale piek, aangeduid als Alpha (α) Albategnius, met een lengte in noord-zuidrichting van iets minder dan twintig kilometer en een breedte van ongeveer tien kilometer. De top heeft een hoogte van circa 1,5 kilometer en bovenaan bevindt zich een kleine, relatief verse krater.

## Locatie
Albategnius heeft een diameter van 129 km en bevindt zich op de voorkant van de maan ten zuiden van de krater Hipparchus en ten oosten van de kraters Ptolemaeus en Alphonsus. Het oppervlak in dit gebied wordt gemarkeerd door een reeks bijna parallelle kanalen die ruwweg in een lijn van noord naar zuid lopen, licht naar het zuidoosten gebogen. Deze kanalen vormen onderdelen van de Imbrium sculptuur en zijn allen de resultaten van de inslag die verantwoordelijk was voor het ontstaan van het bekken Mare Imbrium ten noordnoordwesten van betreffend gebied.

## Naamgeving
De krater is genoemd naar de Arabische wiskundige, astronoom en astroloog Mohammed ibn Jābir al-Harrānī al-Battānī (gelatiniseerd naar Albategnius). De krater kreeg zijn naam door Giovanni Battista Riccioli, wiens nomenclatuursysteem uit 1651 gestandaardiseerd werd. Eerdere maankartografen gaven de krater verschillende namen. Op de maankaart van Michael van Langren uit 1645 heet de krater "Ferdinandi III Imp. Rom." naar Ferdinand III, keizer van het Heilige Roomse Rijk en Johannes Hevelius noemde de krater "Didymus Mons".

## Satellietkraters van Albategnius
Rondom Albategnius bevinden zich verscheidene kleinere kraters, waarvan er waarschijnlijk veel secundaire kraters zijn, dat wil zeggen dat ze zijn gevormd door de inslag van grote brokken door de primaire inslag weggeslingerd materiaal.
| Albategnius | Breedtegraad | Lengtegraad | Diameter |
| ----------- | ------------ | ----------- | -------- |
| A           | 8,9° ZB      | 3,2° OL     | 7 km     |
| B           | 10° ZB       | 4° OL       | 20 km    |
| C           | 10,3° ZB     | 3,7° OL     | 6 km     |
| D           | 11,3° ZB     | 7,1° OL     | 9 km     |
| E           | 12,9° ZB     | 6,4° OL     | 14 km    |
| G           | 9,4° ZB      | 1,9° OL     | 15 km    |
| H           | 9,7° ZB      | 5,2° OL     | 11 km    |
| J           | 11,1° ZB     | 6,2° OL     | 7 km     |
| K           | 9,9° ZB      | 2° OL       | 10 km    |
| L           | 12,1° ZB     | 6,3° OL     | 8 km     |
| M           | 8,9° ZB      | 4,2° OL     | 9 km     |
| N           | 9,8° ZB      | 4,5° OL     | 9 km     |
| O           | 13,2° ZB     | 4,2° OL     | 5 km     |
| P           | 12,9° ZB     | 4,5° OL     | 5 km     |
| S           | 13,3° ZB     | 6,1° OL     | 6 km     |
| T           | 12,6° ZB     | 6,1° OL     | 9 km     |